# Goodyera brachystegia
Goodyera brachystegia är en orkidéart som beskrevs av Hand.-mazz. Goodyera brachystegia ingår i släktet knärötter, och familjen orkidéer. Inga underarter finns listade i Catalogue of Life.